# Nationalstraße 51 (Algerien)
Die Nationalstraße 51 ist eine von Nordosten in westsüdwestlicher Richtung verlaufende, 387 km lange Straßenverbindung in der Mitte Algeriens. Sie zweigt etwa 60 km südlich von El Meniaa von der Nationalstraße 1 ab und führt zur Nationalstraße 6, die sie 126 km nördlich von Adrar erreicht.
An ihrem Verlauf liegen einige kleinere Oasen. Die einzige Stadt an der Strecke ist Timimoun, etwa 90 km von der Kreuzung mit der N 6. In dieser Kleinstadt zweigt auch die frühere Strecke ab, die über Tiberghamine und Oufrane nach Sbaa an der Nationalstraße 6 führt.